# Chrysolampis
Chrysolampis is een geslacht van vogels uit de familie kolibries (Trochilidae). Het geslacht telt één soort:
- Chrysolampis mosquitus  – Muskietkolibrie